# Kekelon von Czirn
Kekelon z Czirn (łac. Kekelo de Czirnaw, niem. Kekelon von Czirn, żył w XIV w.), znany również jako Kekelon Czirnen – rycerz, buntownik, oficjał dworu świdnickiego, pan na Książu.

## Życiorys

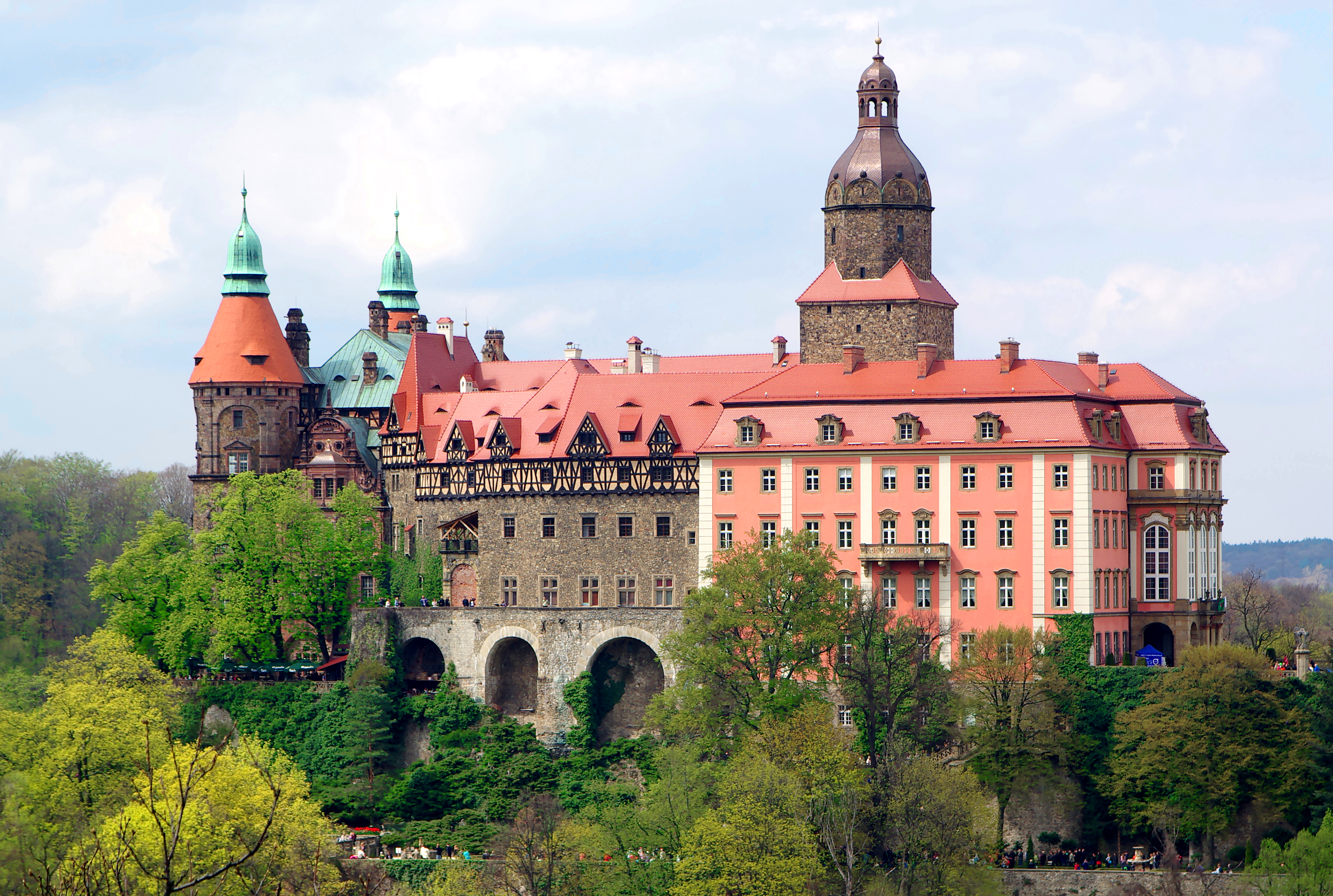
Zamek Książ, zdjęcie z 2016

Kekelon z Czirn znany jest w historii z powodu pełnionej przez niego funkcji władcy na Książu. W 1322 wraz z księciem Bernardem walczył w bitwie pod Mühldorf.
Polski historyk, Mateusz Goliński, w swoim studium stwierdził, że w 1353 Książ wraz z miasteczkiem Świebodzice znajdowały się w prywatnych rękach oficjała dworu świdnickiego Kekelona von Czirn. Potwierdzeniem dawnego tytułu własności Kekelona do Książa i Świebodzic jest dokument księżnej Agnieszki świdnickiej z 30 września tegoż roku. Zostały przez nią zastawione wówczas wszystkie dobra należące niegdyś do Kekelona, z czego jednak wyłączyła wspomniany zamek i miasteczko.
Zamek Książ ponownie odnotowano w 1355, w zapisie rocznikarskim informującym o podporządkowaniu sobie przez Bolka II zamków z okolic dzisiejszego Wałbrzycha. Wśród nich na pierwszym miejscu znajduje się łac. castrum Fürstinberg (pol. zamek Książ), zdobyty z rąk Kekelona Czirnen – rycerza, który według wcześniejszych dokumentów był jedną z najznaczniejszych postaci w księstwie i był zaufanym Bolka II. Tło i motywy tego wydarzenia nie są całkowicie jasne. Przez swoje postępowanie Kekelon popadł w niełaskę, a Bolko II w tym samym roku odebrał mu zbrojnie warownię, choć nie wyklucza się, że dobra Książ mogły zostać po czasie przywrócone Kekelonowi von Czirn.

### Życie prywatne
Prawdopodobnie miał córkę o imieniu Agnieszka, wspomnianej w dokumencie z 1386.